# Tim Forsyth
Tim Forsyth (Australia, 17 de agosto de 1973) es un atleta australiano, especializado en la prueba de salto de altura en la que llegó a ser medallista de bronce mundial en 1997.

## Carrera deportiva
En los JJ. OO. de Barcelona 1992 ganó la medalla de bronce en salto de altura, con un salto de 2.34 metros, tras el cubano Javier Sotomayor y el sueco Patrik Sjöberg.
En el Mundial de Atenas 1997 ganó la medalla de bronce en el salto de altura, con un salto de 2.35 metros, tras el cubano Javier Sotomayor (oro con 2.37 m) y el polaco Artur Partyka (plata con 2.35 m en menos intentos).